# Pseudocoremia ombrodes
Pseudocoremia ombrodes là một loài bướm đêm trong họ Geometridae.